# Thomas Liljenberg
Seth Thomas Peter Liljenberg, född 1952, är en svensk konstnär. Han har varit aktiv sedan början av 1980-talet, och har etablerat sig som konceptuell konstnär, arbetande med måleri, ljud, böcker och relationella projekt. Återkommande ämnen handlar om relationen mellan individ, sociala strukturer, hierarki och makt. Han verkar i Stockholm.